# FUS de Rabat (handball)
 (août 2022).
La section handball du Fath Union Sport de Rabat est un club de handball marocain basé à Rabat fondé en 1946.

## Historique
Créée en 1946 par M'hamed Roudies et Abderrahmane Bouânane, la section handball du FUS de Rabat remporte le championnat du centre et se qualifie ainsi pour la finale du championnat du Maroc au titre de la saison 1946/47. Il s’agissait à l'époque de la première équipe dirigée par des nationaux mais, en raison d'événements politiques dus à la lutte pour l'indépendance, la section a gelé ses activités. Ce n'est qu'en 1961 que M'hamed Roudies a relancé la section avec l'accession en première division en 1964.
Dans les années 1960, le club réalise deux doublés Championnat-Coupe du Trône en 1965 et 1968 entrecoupés d’une autre victoire en championnat en 1966. Le FUS a ainsi alimenté l'équipe nationale en bon nombre de joueurs de valeur.
La fin de la décennie 1990 a été une des plus florissantes dans l’histoire de FUS. Elle a permis la restructuration de la section sur des bases nouvelles tant sur le plan administratif que sur le plan technique. La construction de la salle Bouânane et l’aménagement du complexe de tamajajte ont permis d’avoir une infrastructure indispensable pour un club qui tient à redorer son blason. Et ainsi, le club remporte trois titres de champion en 1998, 1999 et 2000. En dehors de la finale de la première édition de la Coupe Al Jawhari en 2007, le club n’a depuis enrichi son palmarès.

## Palmarès
- Championnat du Maroc (6) : 1965, 1966, 1968, 1998, 1999, 2000
- Coupe du Trône (2) : 1965, 1968
  - Finaliste en 1979 et 1999
- Finaliste de la Coupe Al Jawhari (1) : 2007